# 웨일스 공녀 샬럿 (2015년)
웨일스 공녀 샬럿(영어: Princess Charlotte of Wales, 2015년 5월 2일~)는 영국 웨일스 공 윌리엄 왕자와 웨일스 공비 캐서린 사이에서 태어난 딸이다. 찰스 3세 국왕 전 부인 웨일스 공비 다이애나의 첫 번째 손녀이며 여왕 엘리자베스 2세와 남편 에든버러 공작 필립의 네 번째 증손이다. 영국 왕위 계승 순위 제3위이다. 고모할머니 프린세스 로열 앤 다음으로 프린세스 로열이 될 확률이 높다. 여왕의 직접적인 권유와 왕실 규칙에 의해 샬럿도 성인이 되면 여군 장교로 입대해야 한다.